# برنارد بريدن
برنارد بريدن هو مقدم تلفزيوني وممثل كندي، ولد في 16 مايو 1916 في فانكوفر في كندا، وتوفي في 2 فبراير 1993 في حي كامدين في لندن في المملكة المتحدة بسبب سكتة.

## وصلات خارجية
- برنارد بريدن على موقع IMDb (الإنجليزية)
- برنارد بريدن على موقع قاعدة بيانات الفيلم (الإنجليزية)